# Dobrodziej złodziei. Komedia w 5 aktach
Dobrodziej złodziei. Komedia w pięciu aktach – komedia autorstwa Karola Irzykowskiego (współautorem był przyjaciel pisarza Henryk Taeni Feigenbaum – pseud. Henryk Mohort). Utwór został wydany w Stanisławowie w roku 1907, nakładem Albina Staudachera i Spółki. Pracę nad tekstem zakończono w marcu 1906 roku.

## Historia inscenizacji
Sztuka została wystawiona w Teatrze Miejskim we Lwowie 15 maja 1906 roku za dyrekcji Tadeusza Pawlikowskiego. Podczas prób dochodziło do licznych konfliktów pomiędzy autorami a reżyserem i aktorami, którzy odmawiali współpracy. Po pierwszym przedstawieniu sztuka została zdjęta z afisza, ponieważ spotkała się z atakiem zarówno ze strony publiczności, jak i recenzentów. Prapremiera okazała się klęską.
Utwór miał charakter groteskowy, stanowił zapowiedź awangardowych przemian, jakie dokonały się w XX-wiecznym teatrze europejskim.
Po II wojnie światowej komedia została wystawiona w Teatrze Studio przez Józefa Szajnę (premiera 31 stycznia 1975). Tekst utworu zmniejszono do jednej piątej całości.